# Butiraoi
Le MV Butiraoi est un catamaran à moteur de 17,5 mètres de longueur, immatriculé aux Kiribati.

## Naufrage
Transportant 88 passagers (dont 5 membres d'équipage) entre Nonouti et sa destination, le port de Betio, atoll de Tarawa, il disparaît en mer deux jours après son départ de Nonouti le 18 janvier 2018. Dans les faits, selon deux témoins rescapés, il aurait sombré au large de Nonouti, le jour de son départ, alors que l'atoll était encore en vue. 7 passagers sont en effet retrouvés dans un canot par les forces armées néo-zélandaises le 28 janvier 2018. Les circonstances du naufrage ne sont pas entièrement connues. Le gouvernement des Kiribati proclame une semaine de prières comme deuil national.